# Svatý Eustach (ostrov)
Svatý Eustach (nizozemsky Sint Eustatius) je jeden z nejmenších karibských ostrovů. Leží na severovýchodním okraji Karibského moře jihovýchodně od Velkých Antil, patří do severní části Závětrných ostrovů a je součástí Malých Antil. Hlavním městem je Oranjestad.

## Historie
Od 10. října 2010 je Svatý Eustach jedním ze 3 zvláštních správních obvodů Nizozemska. Další jsou ostrovy Bonaire a Saba, souhrnné pojmenování pro tyto 3 ostrovy je Karibské Nizozemsko. Do té doby byl v rámci Nizozemského království součástí konstituční země Nizozemské Antily.

## Symboly
Svatý Eustach, součást Karibského Nizozemska, závislého území Nizozemského království, které užívá pouze nizozemské symboly, užívá své vlastní symboly.

### Vlajka
Svatoeustašská vlajka je tvořena modrým listem, o poměru stran 2:3, s červeným lemem a středovým křížem. Uprostřed je bílý kosočtverec, taktéž červeně lemovaný. Všechny lemy mají šířku 1/20 šířky listu. V kosočtverci, s rozměry 2/3 délky a 1/2 šířky listu, je zelená silueta ostrova nad mořem, pod žlutou pěticípou hvězdou. Siluetě dominuje neaktivní stratovulkán Quill.

### Znak
Svatoeustašský znak je tvořen polceným štítem s patou. Heraldicky pravá strana je červené pole se zlatou skálou nad deseti zvlněnými pruhy, střídavě modrými a bílými. Na levé, bílé polovině je umístěna oranžová pevnost nad tyrkysovým mořem. V bílé patě je pak modrá ryba se zlatými šupinami a tyrkysovou hlavou a hřbetní ploutví. Štít je ovinut šňůrou modrých korálků a podložen dvěma stvoly cukrové třtiny. Hradební koruna má čtyři věže s šestnácti stínkami. Pod znakem je stříbrná, dvakrát přeložená stuha s černým latinským nápisem SUPERBA ET CONFIDENS (česky Hrdý a sebejistý).

### Hymna
Svatoeustašská hymna je píseň Golden Rock (nizozemsky Gouden Rots). Text hymny napsal Pieter A. van den Heuvel na melodii zeelandské národní hymny, jejíž melodii napsal Jan Morks.

## Geografie
Svatý Eustach je s největší pravděpodobností neaktivní vulkán s kráterem na jihovýchodě ostrova. Kráter se jmenuje The Quill a je asi dvě stě tisíc let starý. Na sever od kráteru je vyvřelá hornina a zbytek nížinaté krajiny.